# Ольшанка (Малопольське воєводство)
Ольшанка (пол. Olszanka) — село в Польщі, у гміні Подегродзе Новосондецького повіту Малопольського воєводства.
Населення — 650 осіб (2011).
У 1975-1998 роках село належало до Новосондецького воєводства.

## Демографія
Демографічна структура станом на 31 березня 2011 року:
|          | Загалом | Допрацездатний вік | Працездатний вік | Постпрацездатний вік |
| -------- | ------- | ------------------ | ---------------- | -------------------- |
| Чоловіки | 339     | 109                | 198              | 32                   |
| Жінки    | 311     | 93                 | 161              | 57                   |
| Разом    | 650     | 202                | 359              | 89                   |